# Ângulo
Ângulo is een gemeente in de Braziliaanse deelstaat Paraná. De gemeente telt 2.893 inwoners (schatting 2009).

## Aangrenzende gemeenten
De gemeente grenst aan Flórida, Iguaraçu, Mandaguaçu, Maringá en Santa Fé.